# ホンダモビリティ九州
株式会社ホンダモビリティ九州（ホンダモビリティきゅうしゅう）は、福岡県福岡市中央区に本社を置き、Honda Cars店を展開するホンダ系自動車ディーラー。九州全土（福岡県・佐賀県・大分県・長崎県・熊本県・宮崎県・鹿児島県）の営業エリアを管轄している。旧社名は株式会社ホンダ四輪販売福岡・大分→株式会社ホンダ四輪販売九州北。2024年4月1日に、ホンダ四輪販売南九州と統合して現社名に変更した。

## 概要
福岡県と佐賀県ではHonda Cars 福岡、大分県ではHonda Cars 大分、長崎県ではHonda Cars 長崎、熊本県ではHonda Cars 熊本、宮崎県ではHonda Cars 宮崎、鹿児島ではHonda Cars 鹿児島の屋号で店舗展開し、各県で納車前点検整備（PDI）施設を運営している。

## 沿革
- 1985年3月 - 株式会社ホンダ博多・株式会社ホンダ筑後・株式会社ホンダ小倉を統合し、ホンダクリオ博多として設立。
- 2007年9月 - 株式会社ホンダカーズ福岡/佐賀・株式会社ホンダカーズ福岡中央・株式会社ホンダカーズ九州北の直営3社が合併し、株式会社ホンダカーズ福岡に商号変更。
- 2019年10月 - 株式会社ホンダカーズ大分が合併し、株式会社ホンダ四輪販売福岡・大分に商号変更。
- 2022年4月 - 株式会社ホンダ四輪販売長崎・株式会社ホンダカーズ福岡ボディサービスが合併し、株式会社ホンダ四輪販売九州北に商号変更。
- 2024年4月 - 当社とホンダ四輪販売南九州が合併し、株式会社ホンダモビリティ九州と社名変更。これにより、九州全土をカバーするホンダ車販売会社となる。

## 店舗

### 福岡県北部
Honda Cars福岡
- 小倉店 - 北九州市小倉北区篠崎1-1-3
- 城野店 - 北九州市小倉北区東城野町2-1
- 黒崎インター店 - 北九州市八幡西区茶売町4-1
- 八幡穴生店 - 北九州市八幡西区穴生1-20-20
- 八幡西店 - 北九州市八幡西区則松5-8-8
- U-Select南小倉 - 北九州市小倉南区葛原1-8-1

### 福岡県中部
Honda Cars福岡
- 薬院店 - 福岡市中央区薬院4-8-26
- 赤坂店 - 福岡市中央区赤坂1-13-12
- 筑紫丘店 - 福岡市南区野間4-3-36
- 長住店 - 福岡市南区長住1-3-43
- 博多駅南店 - 福岡市博多区比恵町17-35
- 板付店 - 福岡市博多区西月隈5-12-50
- 博多バイパス店 - 福岡市東区原田3-5-33
- 東店 - 福岡市東区名島3-12-16
- 松崎店 - 福岡市東区松崎1-8-8
- 二又瀬店 - 福岡市東区筥松新町1-39
- 荒江店 - 福岡市早良区荒江3-12-38
- 室見川店 - 福岡市早良区小田部5-26-28
- 福重店 - 福岡市西区石丸4-6-7
- 城南店 - 福岡市城南区干隈2-66
- 春日店 - （第1店舗）春日市春日4-11-2 / （第2店舗・旧春日大通り店）春日市春日3-142
- 那珂川店 - 那珂川市今光1-77
- 二日市店 - 筑紫野市二日市南3-3-13
- 筑紫野インター店 - 筑紫野市武蔵3-3-38
- 天拝坂店 - 筑紫野市杉塚3-2-10
- 糸島店 - 糸島市高田5-24-15
- U-Select板付 - 福岡市博多区板付5-17-14
- U-Select新宮 - 糟屋郡新宮町美咲3-5-5
- U-Select糸島 - 糸島市高田2-1-3

### 福岡県南部
Honda Cars福岡
- 久留米店 - 久留米市東櫛原町1016
- 久留米インター店 - 久留米市東合川1-9-32
- 久留米南店 - 久留米市藤山町1716-2
- 柳川中央店 - 柳川市三橋町枝光398-1
- 大牟田店 - 大牟田市八江町4-1
- U-Select大牟田中央 - 大牟田市一浦町4-18（旧Honda Cars大牟田中央 一浦町店）

### 佐賀県
Honda Cars福岡
- 鳥栖蔵上店 - 鳥栖市蔵上4-101
- U-Select鳥栖 - 鳥栖市真木町1976-1

### 大分県
Honda Cars大分
- 古国府店 - 大分市広瀬町2-4-28
- 高城店 - 大分市高城新町9-8
- 別府横断道路店 - 別府市石垣東10-6-16
- 中津下池永店 - 中津市大字下池永44-1-1
- 萩原店 - 大分市牧3-11-2
- 別府上人ヶ浜店 - 別府市中須賀東町7-2
- 南大分店 - 大分市田中町2-7-17
- 大分店 - 大分市中島西3-6-10
- 日田店 - 日田市玉川3-604-20
- U-Select大分 - 大分市広瀬町2-4-13
- U-Select中津 - 中津市大字一ツ松563

### 長崎県
Honda Cars長崎
- 長崎赤迫店 - 長崎市赤迫3-7-14
- 東長崎店 - 長崎市田中町234-2
- 時津打坂店 - 西彼杵郡時津町元村郷1183-2
- 長崎出島店 - 長崎市出島町2-21
- 時津日並店 - 西彼杵郡時津町日並郷3627
- 島原前浜店 - 島原市前浜町丙151-4
- 大村松並店 - 大村市松並2-917
- 諫早小船越店 - 諫早市小船越町580-1
- 諫早多良見店 - 諫早市多良見町囲516
- 佐世保大塔店 - 佐世保市大塔町1916-7
- 佐世保日宇店 - 佐世保市日宇町2843-1
- 佐世保藤原店 - 佐世保市藤原町45-60
- 佐世保早岐店 - 佐世保市広田1-15-9
- U-Select長崎滑石 - 長崎市滑石2-6-20
- U-Select諫早久山 - 諫早市久山町2384-5
- U-Select平戸 - 平戸市田平町荻田免1441-3

### 熊本県エリア
Honda Cars熊本
- 出水店 - 熊本市中央区出水7-96-1
- 世安店 - 熊本市中央区世安3-13-14
- 大江店 - 熊本市中央区大江4-3-14
- 上熊本店 - 熊本市西区上熊本2-14-31
- 八王寺店 - 熊本市中央区八王寺町33-53
- 熊本インター店 - 熊本市東区御領8-6-80
- 清水店 - 熊本市北区高平3-41-13
- 北部店 - 熊本市北区四方寄町513
- 山鹿鹿校通店 - 山鹿市鹿校通3-1-1
- 宇土店 - 宇土市三拾町158-1
- 八代南店 - 八代市本野町1958
- 八代インター店 - 八代市上片町1952-1
- 天草店 - 天草市亀場町食場字下友尻989
- U-Select琴平 - 熊本市中央区南熊本5-1-11

### 宮崎エリア
Honda Cars宮崎
- 大塚西店 - 宮崎市大塚町池の内1165-1
- 都城中央店 - 都城市都北町5771-2
- 延岡浜店 - 延岡市浜町5074-1
- 花ヶ島店 - 宮崎市花ケ島町新地橋1134
- 延岡出北店 - 延岡市出北6-3191
- 佐土原店 - 宮崎市佐土原町下那珂字永田774-14
- 恒久店 - 宮崎市大字恒久字原出口4478-1

### 鹿児島県エリア
Honda Cars鹿児島
- 与次郎店 - 鹿児島市与次郎1-6-25
- 北埠頭店（旧ホンダクリオ鹿児島・住吉店） - 鹿児島市住吉町6-10
- 東郡元店 （旧ホンダベルノ鹿児島・本社）- 鹿児島市東郡元町1-25
- 草牟田中央店（旧ホンダベルノ鹿児島・草牟田店） - 鹿児島市草牟田町5-8
- 隼人中央店（旧ホンダベルノ鹿児島・隼人店） - 霧島市隼人町見次570
- 札元バイパス店（旧ホンダクリオ鹿児島・鹿屋店） - 鹿屋市札元2-3763-5
- U-Select鹿児島（旧ホンダヒスコ鹿児島・本店） - 鹿児島市東郡元町17-28

## 納車前点検整備（PDI）施設
- Honda Gloss福岡 福岡センター - 福岡市東区箱崎ふ頭6丁目6-4
- Honda Gloss福岡 久留米広川センター - 福岡県八女郡広川町大字藤田1463-88
- Honda Gloss大分 大分センター - 大分県大分市豊海4丁目3-16
- Honda Gloss長崎 長崎センター - 長崎県長崎市田中町422-2
- Honda Gloss長崎 鳴見センター - 長崎県長崎市鳴見町307-1
- Honda Gloss熊本 大津センター - 熊本県菊池郡大津町平川2042
- Honda Gloss宮崎 宮﨑センター - 宮崎県宮崎市田野町字桜ケ丘乙1727-137
- Honda Gloss鹿児島 姶良センター - 鹿児島県姶良市平松湯尻3792-2